# لاري لويد
خطأ لوا في mw.text.lua على السطر 25: bad argument #1 to 'match' (string expected, got nil).
لاري لويد (بالإنجليزية: Larry Lloyd)‏ (6 أكتوبر 1948 برستل المملكة المتحدة - 28 مارس 2024) هو لاعب كرة قدم بريطاني.

## روابط خارجية
- لاري لويد على موقع الاتحاد الأوربي (الإنجليزية)
- لاري لويد على موقع قاعدة بيانات كرة القدم.إي يو (الإنجليزية)
- لاري لويد على موقع ناشيونال فوتبول تيمز (الإنجليزية)
- لاري لويد على موقع Soccerbase.com (مدرب) (الإنجليزية)
- لاري لويد على موقع عالم كرة القدم.نت (الإنجليزية)